# Evenus gabriela
Espèce
Evenue gabriela est une espèce de lépidoptères (papillons) de la famille des Lycaenidae et de la sous-famille des Theclinae.

## Dénomination
Evenus  gabriela  a été décrit par Pieter Cramer en 1775, sous le nom initial de Papilio gabriela.
Synonymes: Papilio gabrielis Fabricius, 1781; Polyommatus gabriel Godart, [1824]; Thecla boyi Röber, 1931.

### Noms vernaculaires
Evenus  gabriela  se nomme Gabriela Hairstreak en anglais.

## Description
Evenus  gabriela  est un petit papillon aux antennes et aux pattes annelées de blanc, avec deux fines et longues queues à chaque aile postérieure.
Le dessus est bleu turquoise finement bordé de noir.
Le revers des ailes antérieures est bleu turquoise orné de lignes marron marginale, et postdiscale, les ailes postérieures sont vertes et à partir d'une ligne postdiscale marron constituées de lignes marron, blanc et jaune avec deux gros ocelles marron roux dont un en position anale.

## Écologie et distribution
Evenus  gabriela  est présent en Colombie, au Brésil, en Guyana et en Guyane.

### Protection
Pas de statut de protection particulier.